# Juga occata
Juga occata är en snäckart som först beskrevs av Hinds 1844.  Juga occata ingår i släktet Juga och familjen Pleuroceridae. IUCN kategoriserar arten globalt som starkt hotad. Inga underarter finns listade i Catalogue of Life.